# Fallon (Haute-Saône)
Fallon ist eine Gemeinde im französischen Département Haute-Saône in der Region Bourgogne-Franche-Comté.

## Geographie
Fallon liegt auf einer Höhe von 340 m über dem Meeresspiegel, sechs Kilometer südöstlich von Villersexel und etwa 27 Kilometer ostsüdöstlich der Stadt Vesoul (Luftlinie). Das Dorf erstreckt sich in einer Talmulde im Quellgebiet des Grand Ru am nordwestlichen Rand der Hügellandschaft, die sich zwischen den Flusstälern von Ognon und Doubs ausdehnt, am Westfuß des Vorsprungs von Grammont.
Die Fläche des 5,64 km² großen Gemeindegebiets umfasst einen Abschnitt der Hügellandschaft südöstlich des Ognontals. Der Hauptteil des Gebietes wird von der nach Norden geöffneten, halbkreisförmigen Mulde von Fallon eingenommen. Sie wird vom Grand Ru, der unterhalb des Dorfes zu einem Weiher aufgestaut ist, nach Norden zum Scey entwässert. Diese Mulde mit ihren relativ sanft geneigten Hängen wird überwiegend landwirtschaftlich genutzt. Nach Süden leitet eine rund 100 m hohe Geländestufe zu den angrenzenden Hochflächen über. Dazu gehören der nach Norden ausgreifende Sporn von Grammont (Motte de Grammont) und die Höhen von Bournois, auf denen mit 434 m die höchste Erhebung von Fallon erreicht wird. Nach Westen erstreckt sich das Gemeindeareal über einen Sattel in das Quellgebiet des Ruisseau de Peute Vue und bis auf die Anhöhe des Bois du Chanoi (390 m). Während der nördliche Gemeindeteil hauptsächlich aus sandig-mergeligen Schichten der Lias aufgebaut ist, besteht die Hochfläche im Süden aus einer widerstandsfähigen Kalkschicht der mittleren Jurazeit.
Nachbargemeinden von Fallon sind Les Magny und Mélecey im Norden, Grammont im Osten, Bournois im Süden sowie Abbenans im Westen.

## Geschichte
Das Gemeindegebiet von Fallon war schon sehr früh besiedelt, worauf mehrere Tumuli im Bois de la Côte hinweisen. Im Mittelalter bildete Fallon ein Lehen der Herrschaft Granges. Die lokale Adelsfamilie, die seit dem 12. Jahrhundert belegt ist, erlosch im Jahr 1431. Danach wurde das Gebiet unter den Herren von Raincourt und Grammont aufgeteilt. Zusammen mit der Franche-Comté gelangte das Dorf mit dem Frieden von Nimwegen 1678 definitiv an Frankreich. Im 19. Jahrhundert war Fallon wegen seiner Gießerei (Herstellung von Öfen) weit über die Region hinaus bekannt. Die Gießerei ist heute nicht mehr in Betrieb. Seit 2000 ist Fallon Mitglied des 33 Ortschaften umfassenden Gemeindeverbandes Pays de Villersexel.

## Sehenswürdigkeiten
Die Kirche Saint-Léger in Fallon wurde im 19. Jahrhundert im Stil der Neugotik erbaut. Sehenswert ist auch das Fontaine-Lavoir aus dem 18. Jahrhundert, das früher als Brunnen, Waschhaus und Viehtränke diente. Im Ort befinden sich ein Herrschaftssitz aus dem 18. Jahrhundert (Château de Fallon) sowie verschiedene Häuser aus dem 17. bis 19. Jahrhundert im traditionellen Stil der Haute-Saône.

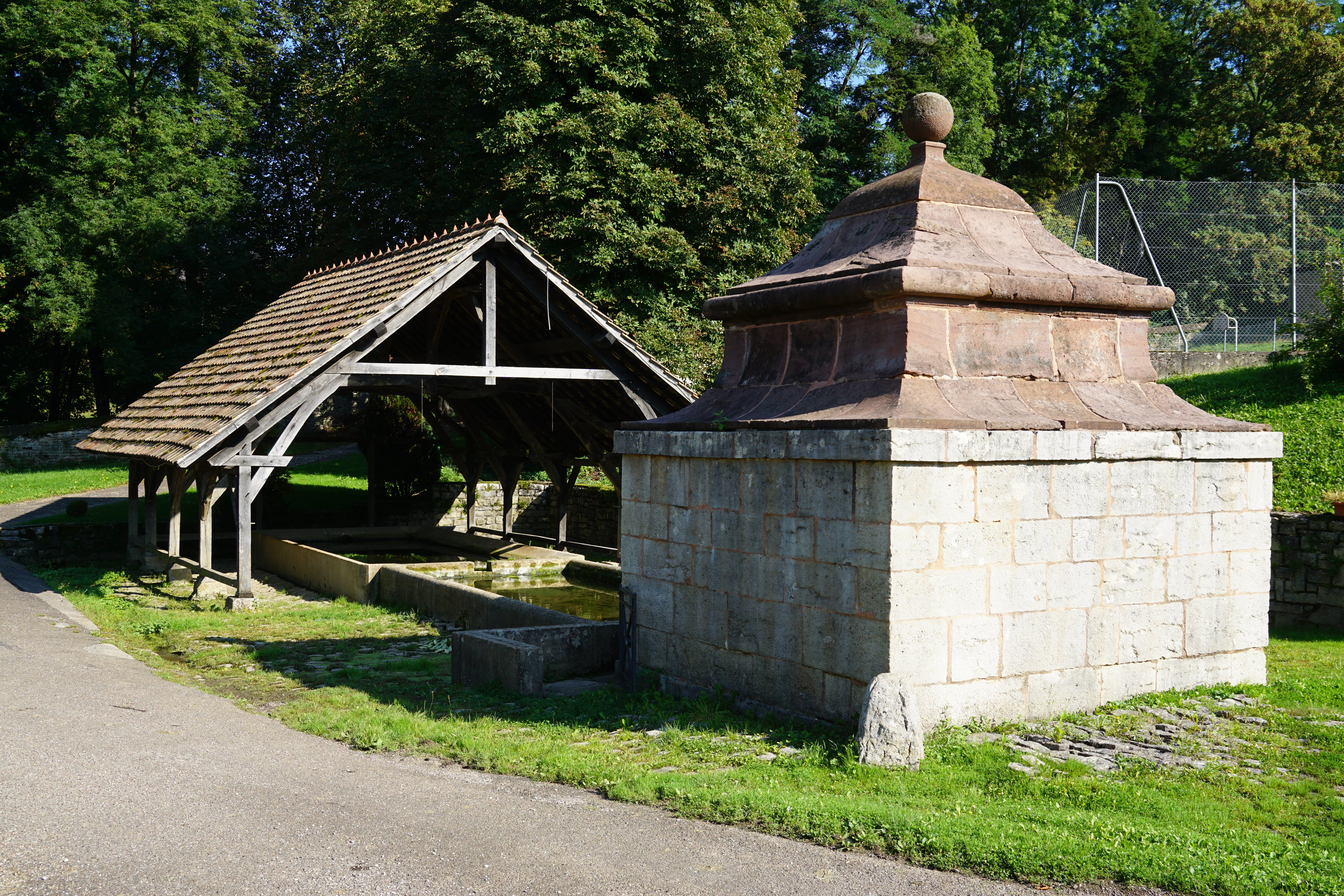
Fontaine-Lavoir
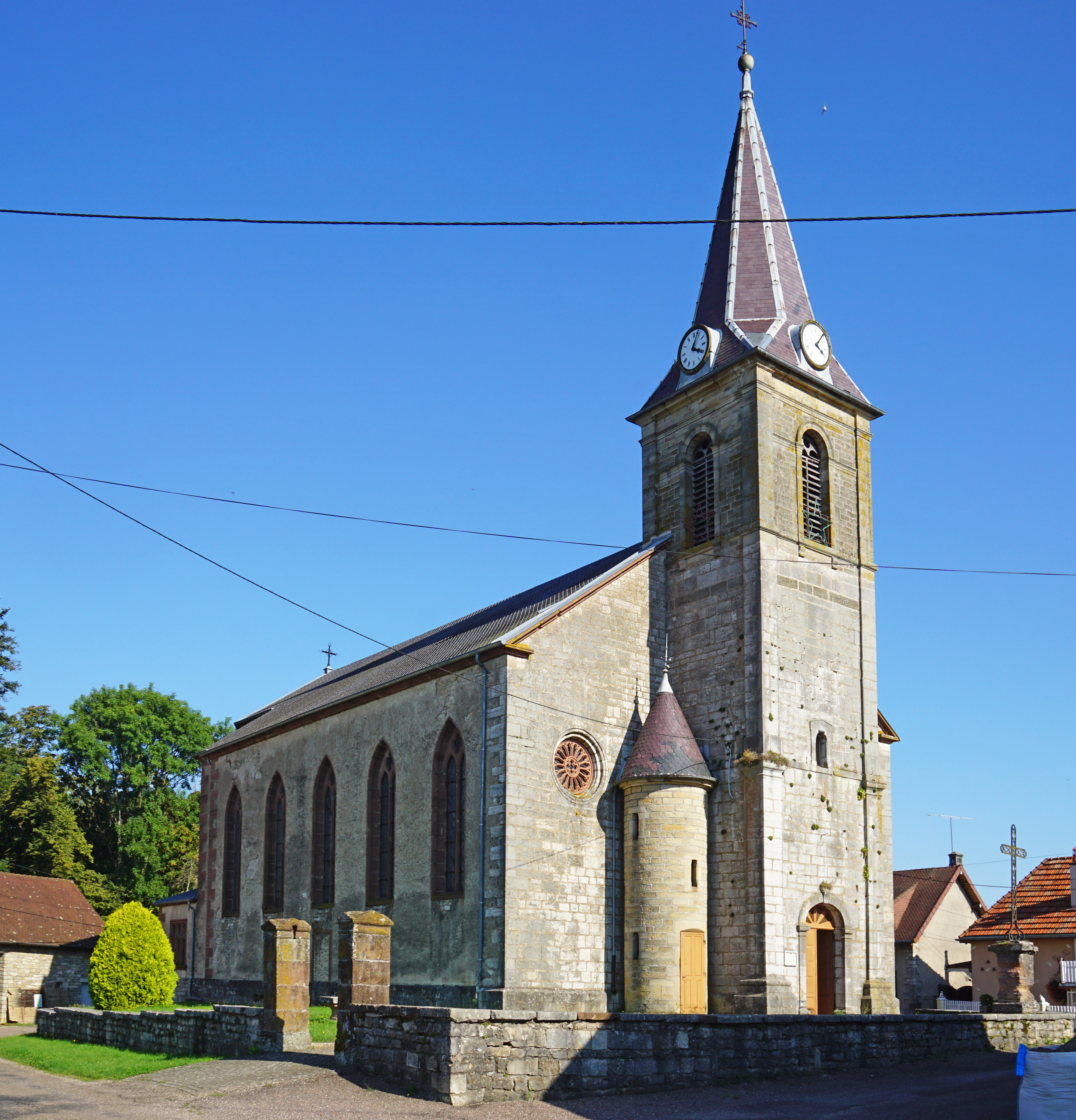
Kirche Saint-Léger
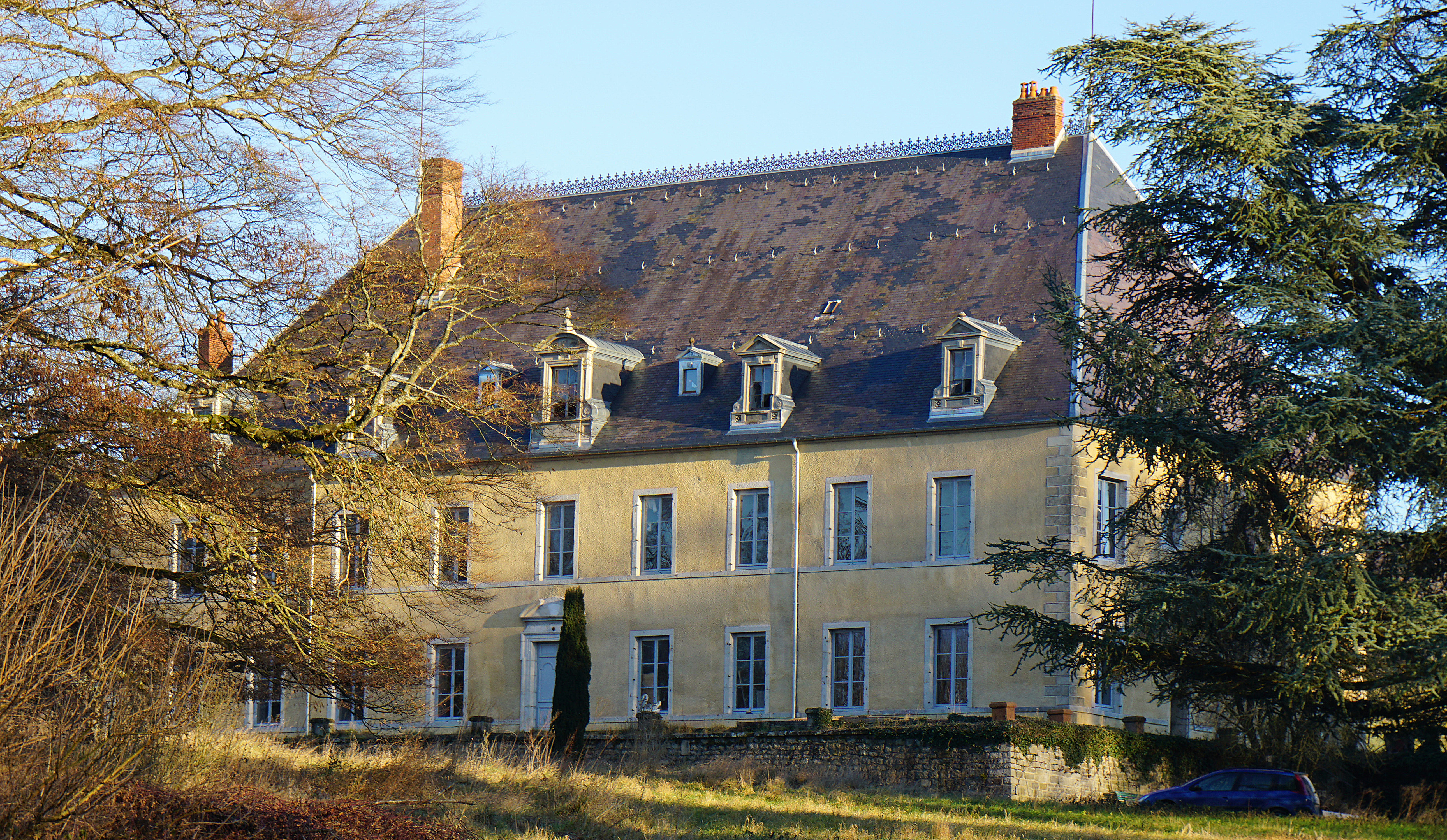
Château de Fallon

## Bevölkerung
| Jahr                       | 1962 | 1968 | 1975 | 1982 | 1990 | 1999 | 2016 |
| Einwohner                  | 333  | 331  | 342  | 325  | 340  | 322  | 306  |
| Quellen: Cassini und INSEE |      |      |      |      |      |      |      |

Mit 308 Einwohnern (1. Januar 2022) gehört Fallon zu den kleinen Gemeinden des Départements Haute-Saône. Nachdem die Einwohnerzahl in der ersten Hälfte des 20. Jahrhunderts deutlich abgenommen hatte (1881 wurden noch 514 Personen gezählt), wurden seit Beginn der 1960er Jahre nur noch geringe Schwankungen verzeichnet.

## Wirtschaft und Infrastruktur
Fallon war lange Zeit ein vorwiegend durch die Landwirtschaft (Ackerbau, Obstbau, Weinbau und Viehzucht) geprägtes Dorf. Daneben gibt es heute verschiedene Betriebe des lokalen Kleingewerbes, unter anderem in den Branchen Feinmechanik und Metallverarbeitung. Mittlerweile hat sich das Dorf auch zu einer Wohngemeinde gewandelt. Viele Erwerbstätige sind deshalb Wegpendler, die in den größeren Ortschaften der Umgebung ihrer Arbeit nachgehen.
Die Ortschaft liegt abseits der größeren Durchgangsachsen an einer Departementsstraße, die von Abbenans nach Georfans führt. Weitere Straßenverbindungen bestehen mit Bournois und Magny-le-Grand.